# Björn Fratangelo
Björn Fratangelo (* 19. Juli 1993 in Pittsburgh, Pennsylvania) ist ein ehemaliger US-amerikanischer Tennisspieler und heutiger -trainer.

## Karriere
2011 gelang Björn Fratangelo der Sieg auf der ITF Junior Tour bei den French Open. Im Endspiel gewann er gegen den Österreicher Dominic Thiem. In diesem Jahr stieg er bis Platz 2 im Junioren-Ranking.
Björn Fratangelo spielte bei den Profis hauptsächlich auf der ATP Challenger Tour und anfangs auf der ITF Future Tour. Er feierte acht Einzel- und zwei Doppelsiege auf der Future Tour. Auf der Challenger Tour gewann er die Einzelturniere in Launceston im Februar 2015, in Savannah im April 2016, in Fairfield im Oktober 2018 und 2021 in Cleveland.
2023 verletzte sich Fratangelo und beendete seine Karriere. Er begann seine Verlobte Madison Keys zu trainieren, die er 2024 heiratete. Mit ihm als Trainer gewann sie 2025 die Australian Open.

## Erfolge
| Legende (Anzahl der Siege)  |
| Grand Slam                  |
| ATP World Tour Finals       |
| ATP World Tour Masters 1000 |
| ATP World Tour 500          |
| ATP World Tour 250          |
| ATP Challenger Tour (4)     |

### Einzel

#### Turniersiege
| Nr. | Datum            | Turnier    | Belag         | Finalgegner     | Ergebnis      |
| --- | ---------------- | ---------- | ------------- | --------------- | ------------- |
| 1.  | 15. Februar 2015 | Launceston | Hartplatz     | Chung Hyeon     | 4:6, 6:2, 7:5 |
| 2.  | 24. April 2016   | Savannah   | Sand          | Jared Donaldson | 6:1, 6:3      |
| 3.  | 14. Oktober 2018 | Fairfield  | Hartplatz     | Alex Bolt       | 6:4, 6:3      |
| 4.  | 20. März 2021    | Cleveland  | Hartplatz (i) | Jenson Brooksby | 7:5, 6:4      |

## Liste bedeutender Erfolge als Trainer
| Turnier                             |
| ----------------------------------- |
| Australian Open 2025 (Madison Keys) |

## Abschneiden bei Grand-Slam-Turnieren

### Einzel
| Turnier         | 2011 | 2012 | 2013 | 2014 | 2015 | 2016 | 2017 | 2018 | 2019 | 2020 | 2021 | 2022 | Karriere |
| --------------- | ---- | ---- | ---- | ---- | ---- | ---- | ---- | ---- | ---- | ---- | ---- | ---- | -------- |
| Australian Open | —    | —    | —    | —    | —    | 1    | 1    | Q3   | 1    | —    | —    | Q1   | 1        |
| French Open     | —    | —    | —    | —    | Q2   | 2    | 1    | —    | Q2   | —    | 1    | 1    | 2        |
| Wimbledon       | —    | —    | —    | —    | Q2   | 1    | Q2   | Q2   | Q3   |      | Q1   | —    | 1        |
| US Open         | Q1   | —    | Q1   | —    | 1    | 1    | 2    | Q2   | 1    | —    | Q1   | Q2   | 2        |

### Mixed
| Turnier         | 2017 | 2018 | 2019 | 2020 | 2021 | 2022 | Karriere |
| --------------- | ---- | ---- | ---- | ---- | ---- | ---- | -------- |
| Australian Open | —    | —    | —    | —    | —    | —    | —        |
| French Open     | —    | —    | —    |      | —    | —    | —        |
| Wimbledon       | —    | —    | —    |      | —    | —    | —        |
| US Open         | 1    | —    | —    |      | 1    | AF   | AF       |

Zeichenerklärung: S = Turniersieg; F, HF, VF, AF = Einzug ins Finale / Halbfinale / Viertelfinale / Achtelfinale; 1, 2, 3 = Ausscheiden in der 1. / 2. / 3. Hauptrunde; nicht ausgetragen